# Försjön (Hjorteds socken, Småland)
Försjön är en sjö i Västerviks kommun i Småland och ingår i Botorpsströmmens huvudavrinningsområde. Sjön är 14,2 meter djup, har en yta på 0,145 kvadratkilometer och är belägen 77,6 meter över havet.